# ابوالحسن علی (اندلس)

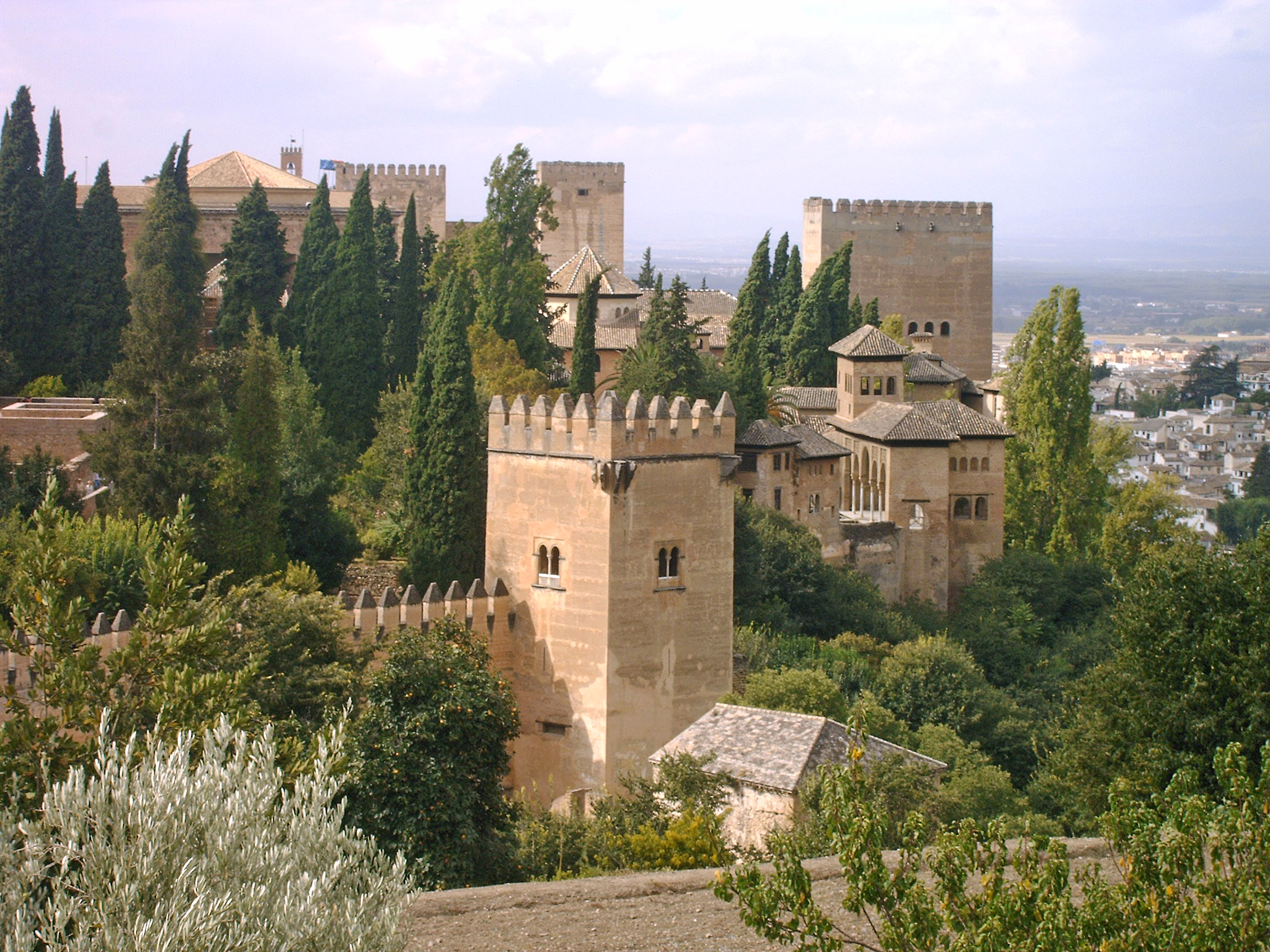
کاخ احمر اندالس

ابوالحسن علی، یا مولی ابوالحسن، پدر ابوعبدالله محمد دوازدهم، بیست و پنجمین شاه مسلمان اندلس بود. در سال ۱۴۶۴ به پادشاهی رسید. او از دادن باج به پادشاه کاستیل (castile) خودداری کرد. این سبب شروع جنگی شد که به پایان حکومت مورها در ایبریا (اسپانیا+پرتغال) انجامید. وی همچنین قابل توجه است که بشدت تحت تاثیر قوی همسر مسیحی خود ایزابلا ملقب به ثریا بود و این زن تاثیر فرماندهی در تصمیم گیری‌های شوهر خود داشت و باعث این جنگ های داخلی شد.